# Femöring
För myntet se öre.
Femöring (Achimenes Longiflora-gruppen) är en grupp i familjen gloxiniaväxter. Odlas i Sverige som krukväxt. 
Femöring, ibland även kallad ugglemor, är vildväxande i Mellanamerika. Den är en ca 30 cm hög ört av familjen Gesneriaceae med ganska stora, håriga blad och vidbrämade, sammetsaktigt violblå blommor med lång smal pip. Former med rosa, ljusblå eller lila blommor förekommer också.